# TM-62

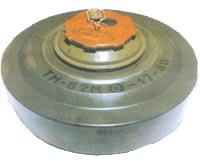
Mine TM-62M

La TM-62 est une mine antichar soviétique fabriquée dans de nombreuses variantes. Elle est utilisée en grande quantité lors de l'invasion de l'Ukraine par la Russie.

## Caractéristiques

### Généralités
La mine TM-62 est dotée d’un détonateur central et d’une charge explosive de 7,5 kilogrammes, mais les variantes diffèrent considérablement dans les détails. La mine peut être posée manuellement ou automatiquement à partir d’une machine de pose de mines.  Les poseurs de mines sont tractés à roues PMR-1, PMR-2, ou le véhicule de pose de mines à chenilles GMZ-3 et le système de pose de mines par hélicoptère VMR-2. La TM-62 peut être équipée des mêmes détonateurs que la TM-72, qui comprennent les détonateurs MVN-72 et MVN-80, qui sont sensibles aux vibrations et au masses métalliques.

### Détonateurs
- MVZ-62
- MVCh-62, avec un délai d’armement mécanique de 30 à 120 secondes.
- MVN-62
- MVN-72, avec une combinaison d’électronique et de mécanisme d’horlogerie ; après un délai d’armement initial, le détonateur à influence magnétique est activé, alimenté par une batterie de 1,5 V.
- MVN-80, une version améliorée du MVN-72.
- VM-62Z
- MVP-62, avec un délai d’armement pneumatique de 20 à 300 secondes. Le mécanisme de retard utilise un minimum de métal, ce qui le rend difficile à détecter lorsqu’il est utilisé avec l’un des boîtiers métalliques minimaux.
- MVP-62M
- ZN-97, un détonateur à influence magnétique fabriquée en Pologne.

Les détonateurs à influence magnétique fournissent une attaque sur toute la largeur, c’est-à-dire que n’importe quelle partie du véhicule cible passant au-dessus de la mine déclenchera la détonation, et pas seulement la chenille ou les roues. Cependant, comme les détonateurs magnétiques sont électroniques, leur durée de vie opérationnelle dépend de l’alimentation par batterie. Finalement, la batterie s’épuisera, après quoi la mine ne fonctionnera plus. En revanche, un détonateur purement mécanique (généralement déclenché par un ressort) donne une durée de vie opérationnelle beaucoup plus longue ; par exemple les mines posées 50 ans auparavant exploseront toujours si un véhicule passe dessus.

### Spécifications (TM-62M avec fusée MVZ-62)
- Masse : 9,5 kilogrammes
- Contenu explosif : 7,5 kilogrammes de TNT (bien que des combinaisons de mélanges *RDX/TNT/Aluminium ou Amatol soient parfois utilisées)
- Diamètre : 320 millimètres
- Hauteur : 128 millimètres
- Pression de fonctionnement : 150 à 550 kilogrammes

## Histoire

### Utilisation lors de l'invasion de l'Ukraine
La mine est utilisée par les deux camps lors de l'invasion russe de l’Ukraine. Cet usage est légal, car le traité international interdisant les mines antipersonnel n'interdit pas les mines antivéhicules comme la TM-62, conçues pour endommager ou détruire des véhicules, notamment des chars et des véhicules de combat blindés, ni les mines à détonation télécommandées. Toutefois, l’organisation non gouvernementale Human Rights Watch publie le 15 juin 2022 un rapport de 19 pages, disponible en anglais et intitulé Landmine Use in Ukraine (« Recours aux mines terrestres en Ukraine »), dénonçant l'utilisation par les forces russes en Ukraine de mines terrestres qui font des victimes parmi les civils, engendrent des souffrances et perturbent la production alimentaire,.
Dans l’autre camp, de nombreux chars et véhicules blindés russes sont mis hors de combat par les mines TM-62 enterrées ou simplement éparpillées sur le sol en grand nombre par les Ukrainiens, d’autant plus que les forces ukrainiennes utilisent la mine d’une manière jamais envisagée par ses développeurs soviétiques : des drones lourds ukrainiens larguent des TM-62 sur les forces russes comme des bombes aériennes improvisées,. L’Ukraine utilise pour cela des drones « bombardiers lourds » hélicoptères à six ou huit rotors de fabrication locale. Deux des types les plus connus sont le Kajan (« chauve-souris ») et le Vampire, tous deux présentés dans le cadre de l’initiative Army of Drones dirigée par le ministre de la transformation numérique Mykhaïlo Fedorov.

## Variantes

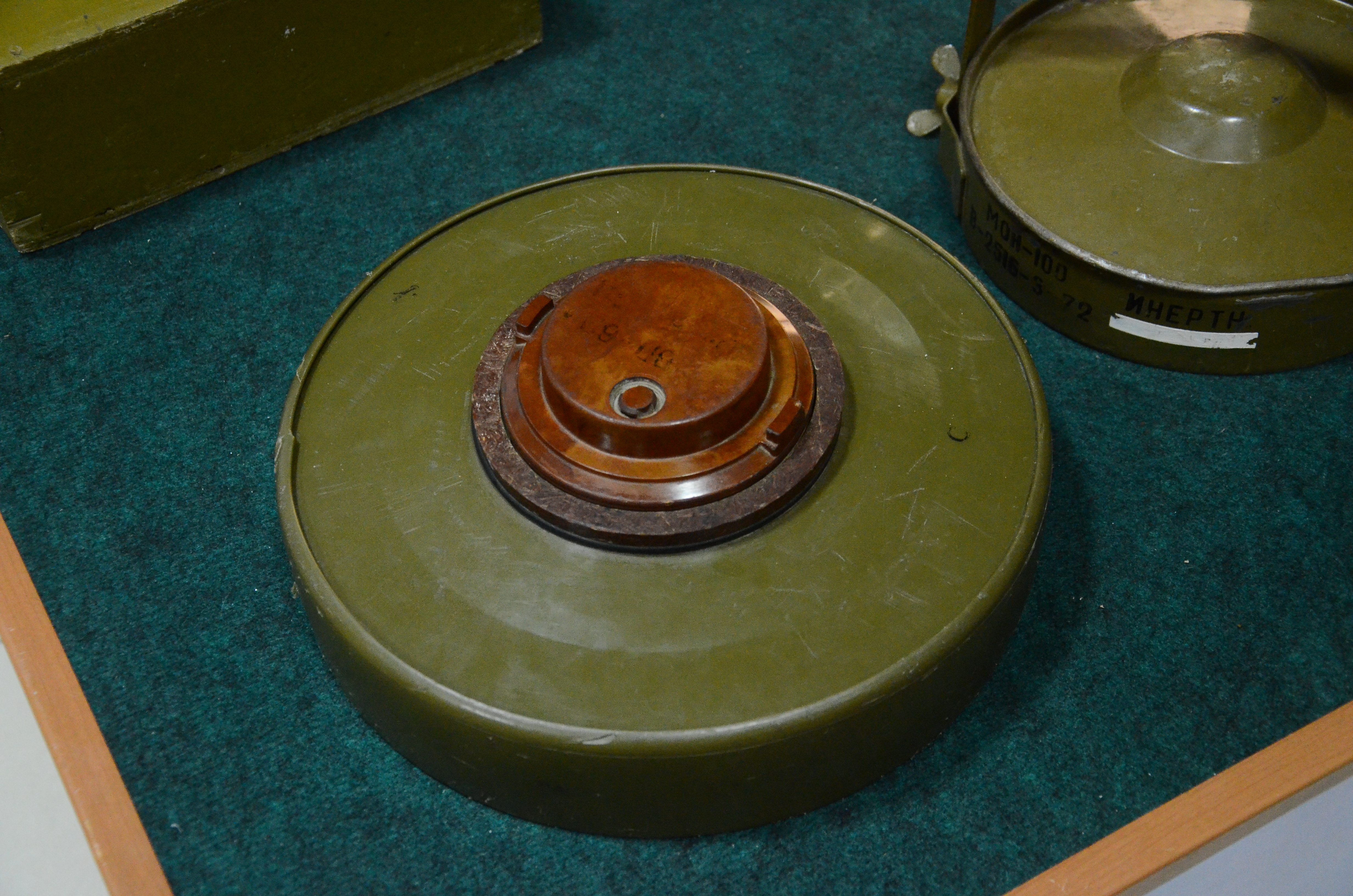
Mine TM-62

- TM-62M, avec un boîtier métallique circulaire. C’est la variante la plus utilisée.
- TM-62B, avec un boîtier en papier ou en carton, essentiellement un bloc d’explosif coulé avec un détonateur placé au centre.
- TM-62D, avec un boîtier en bois.
- TM-62P, TM-62P2 et TM-62P3, avec boîtiers en plastique. Les boîtiers des mines TM-62P et TM-62P2 ont une circonférence nervurée, tandis que la TM-62P3 a un boîtier lisse.
- TM-62T, avec un boîtier en tissu et époxy et un détonateur central.

## Utilisateurs

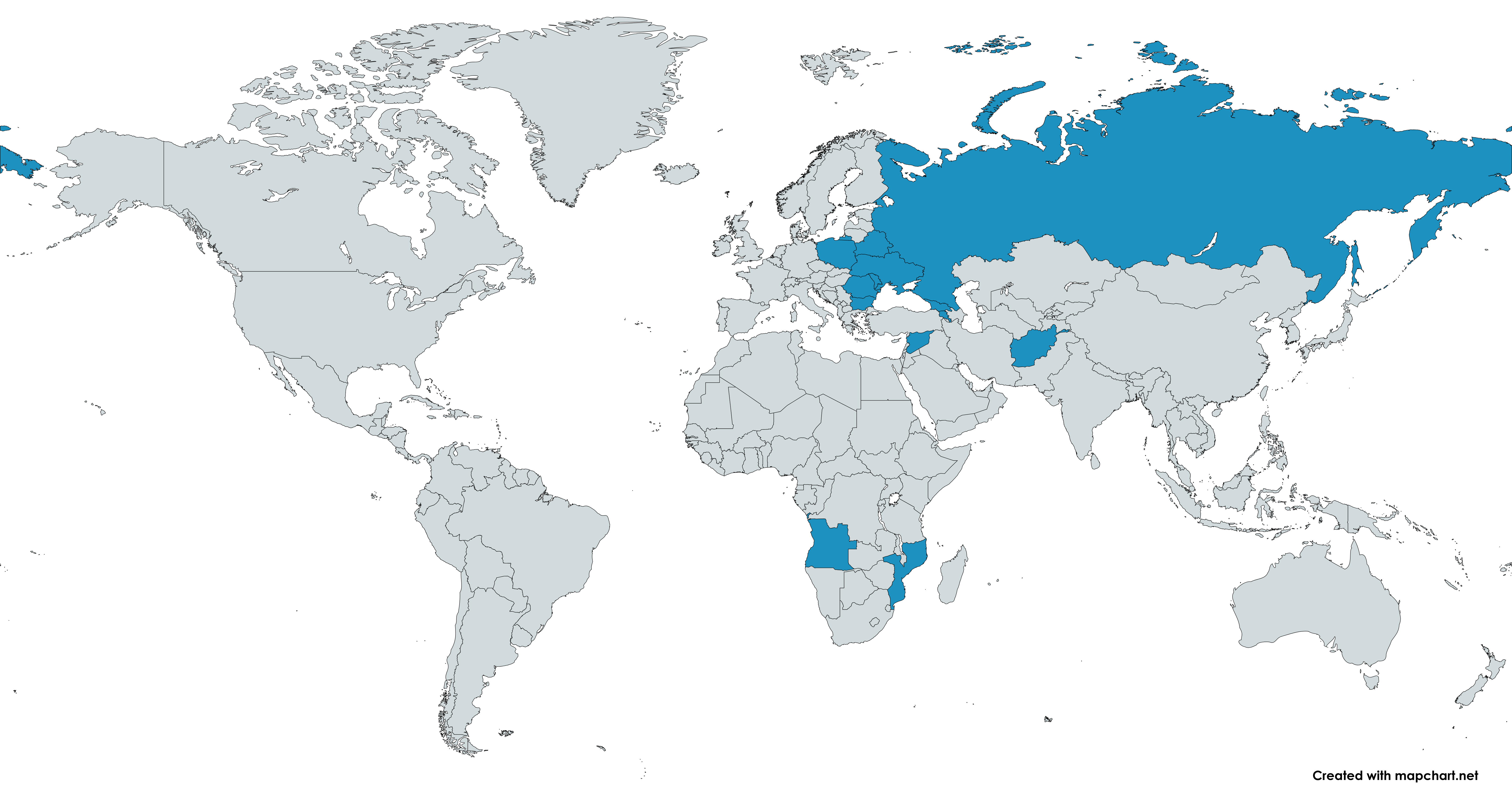
Les pays utilisateurs de la TM-62 apparaissent en bleu

- Arménie
- Biélorussie
- Bulgarie
- Géorgie
- Pologne
- Russie
- Syrie
- Ukraine